# René Schérer

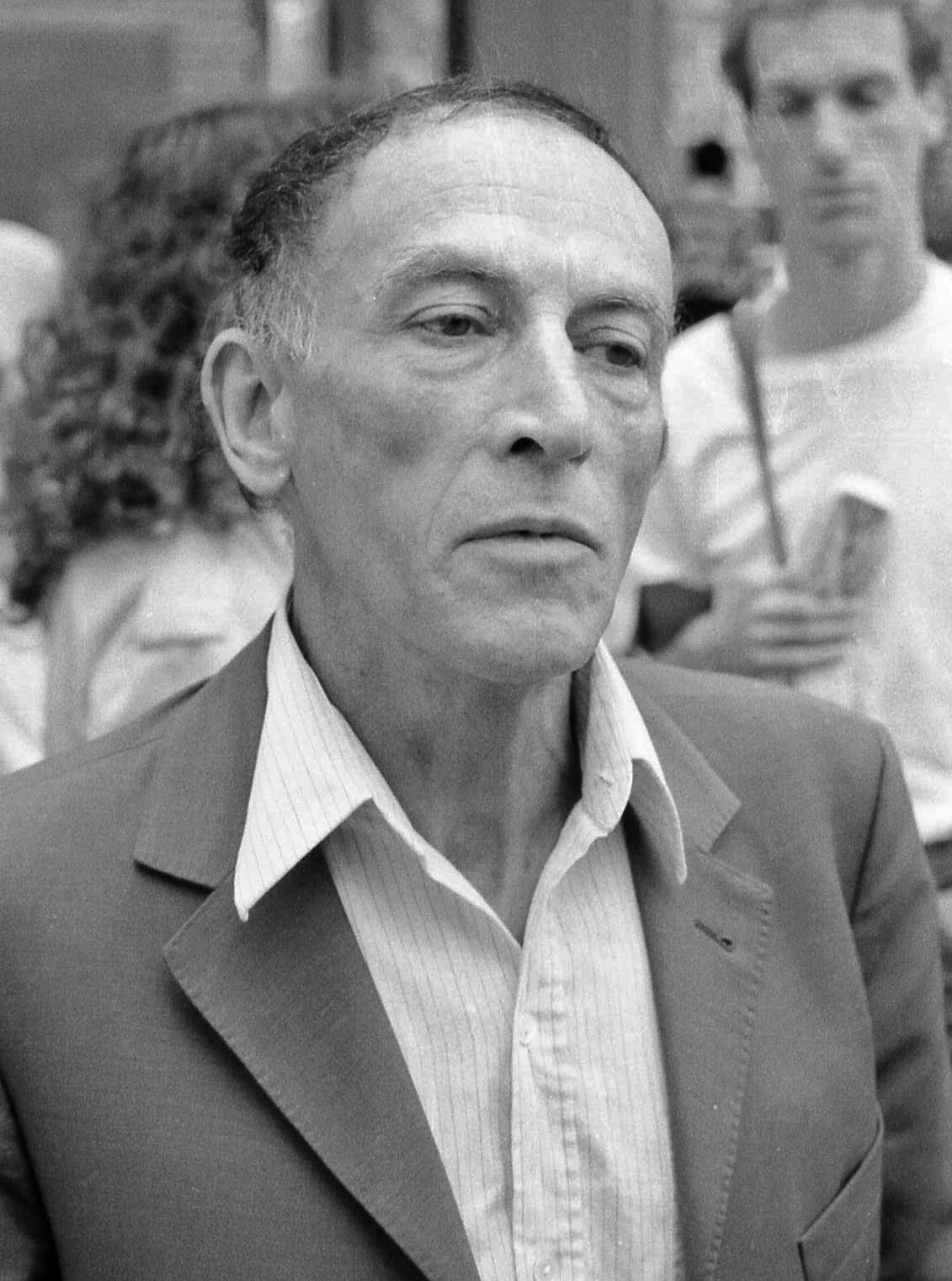
René Schérer (1983)

René Schérer (* 25. November 1922 in Tulle; † 1. Februar 2023) war ein französischer Philosoph.

## Leben und Werk
Schérer studierte am Lycée Edmond Perrier und an der École normale supérieure und war Professor an der Université de Paris VIII (Vincennes). Er war der Bruder des Filmemachers Éric Rohmer (mit bürgerlichem Namen Jean-Marie Maurice Schérer). Schérer bezeichnet sich selbst als «fouriériste» und war Mitherausgeber der Schriften Charles Fouriers und Gabriel Tardes.

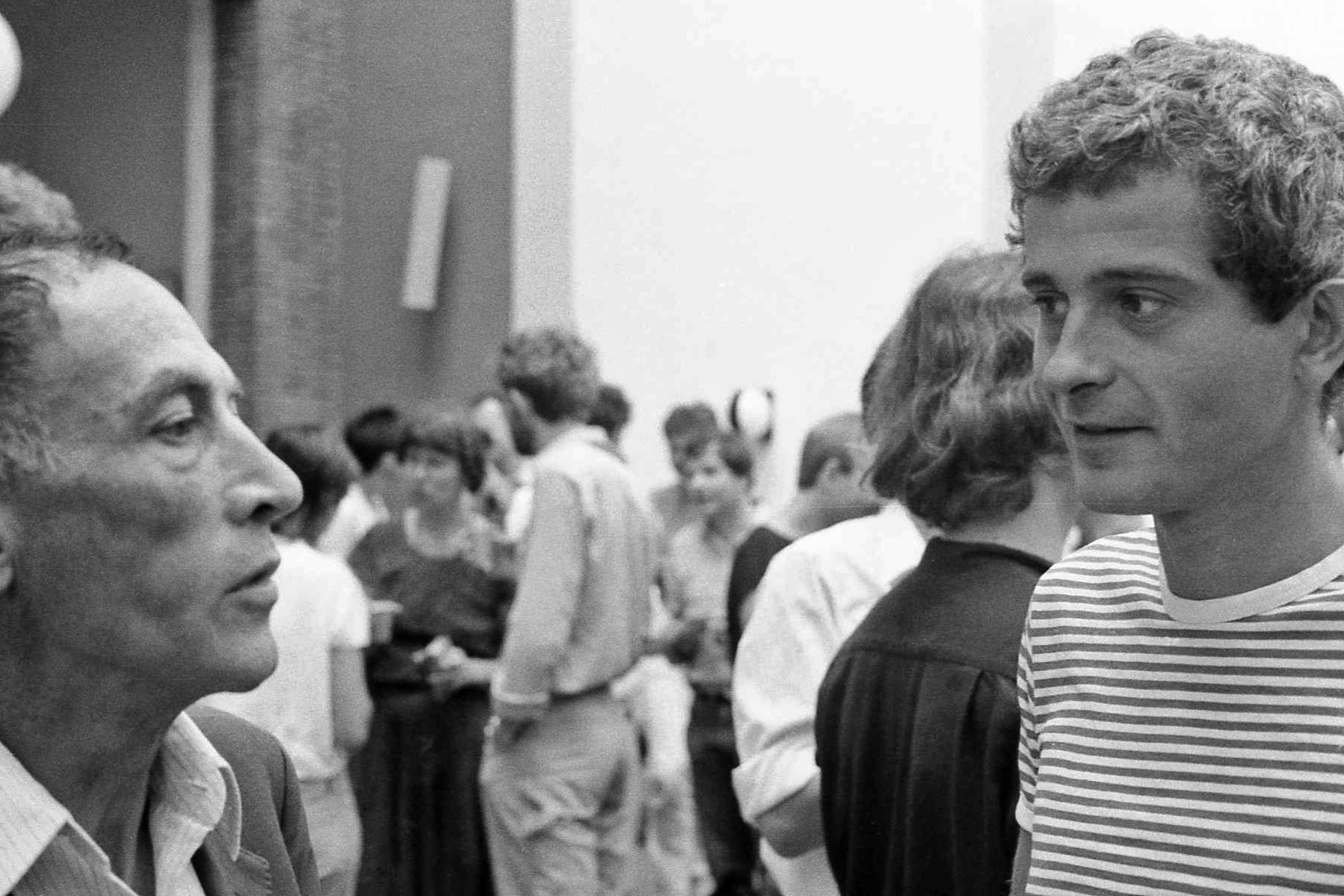
Schérer und Hocquenghem

Er beschäftigte sich in seinem Werk mit der Kommunität, der Phänomenologie (vor allem der Husserls), der Ökosophie, der Kindheit, der Utopie und der Gastfreundschaft sowie dem philosophischen Aufbruch des Mai 1968. Von Charles Fourier beeinflusst, näherte Schérer sich in seinem Denken dem Werk von Gilles Deleuze und Michel Foucault. Zudem arbeitete er an der von Deleuze und Félix Guattari begründeten Zeitschrift «Chimères» mit.
Er war Lehrer, Förderer und Lebenspartner des Schriftstellers und Aktivisten der frühen französischen Schwulenbewegung Guy Hocquenghem.

## Schriften (Auswahl)
- Émile perverti ou des rapports entre l’education et la sexualité. Désordres-Viallet, Paris 2006, ISBN 2-268-05930-8 (EA Paris 1974)
  - deutsch: Das dressierte Kind. Sexualität und Erziehung; über die Einführung der Unschuld. Wagenbach, Berlin 1975, ISBN 3-8031-1057-2.
- Co-ire. Album systématique de l’enfance (Recherches; Bd. 22). Éditions Recherches, Fontenay-sous-Bois 1976 (zusammen mit Guy Hocquenghem).
  - deutsch: Co-ire. Kindheitsmythen. Trikont Verlag, München 1977, ISBN 3-88167-015-7.
- Ouvertüren. Texte zu Gilles Deleuze (Transpositionen; Bd. 32). diaphanes, Zürich 2008, ISBN 978-3-03734-033-2 (zusammen mit Jean-Luc Nancy)
- La phénoménologie des „Recherches logiques“ de Husserl[3] (Épiméthée). PUF, Paris 1967.
- Charles Fourier ou la Contestation globale. Essai suivi d'une anthologie de textes. Séguier, Paris 1996, ISBN 2-84049-099-4 (EA Paris 1970).
- Heidegger ou l’Expérience de la pensée (Philosophes de tous les temps; Bd. 86). Seghers, Paris 1973 (zusammen mit Arion Lothar Kelkel).
- Une érotique puérile. Galilée, Paris 1978, ISBN 2-7186-0087-X.
- L’Emprise. Des enfants entre nous. Hachette, Paris 1979, ISBN 2-01-006233-7.
- L’âme atomique. Pour une esthétique d’ère nucléaire. Albin Michel, Paris 1986, ISBN 2-226-02662-2 (zusammen mit Guy Hocquenghem)
- Pari sur l’impossible. Études fouriéristes (La philosophie hors de soi). PUV, Vincennes 1989, ISBN 2-903981-56-6.
- Zeus hospitalier. Éloge de l’hospitalité; essai philosophique. La Table Ronde, Paris 2005, ISBN 2-7103-2770-8 (EA Paris 1993).
- Utopies nomades. En attendant 2002. Les Presses du réel, Dijon 2009, ISBN 978-2-84066-260-0 (EA Paris 1998).
- Regards sur Deleuze. Kimé, Paris 1998, ISBN 2-84174-129-X.
- Un parcours critique. 1957–2000. Kimé, Paris 2000, ISBN 2-84174-212-1.
- Enfantines. Anthropos, Paris 2002, ISBN 2-7178-4412-0.
- Hospitalités. Anthropos, Paris 2004, ISBN 2-7178-4793-6.
- Vers une enfance majeure. Textes sur l’education. La Fabrique, Paris 2006, ISBN 2-913372-49-X.
- Passages pasoliniens. Presses universitaires de Lille III, Villeneuve d’Asq 2006, ISBN 978-2-85939-960-3 (mit Giorgio Passerone)
- Après tout. Entretiens sur une vie intellectuelle. Ed. Cartouche, Paris 2007, ISBN 978-2-915842-21-0 (zusammen mit Geoffroy de Lagasnerie)